# بخش‌های دپارتمان موزل
بخش‌های دپارتمان موزل (انگلیسی: Arrondissements of the Moselle department) شامل ۵ بخش به شرح زیر است:
1. بخش فوربش-بوله-موزل با ۱۶۹ کمون (فرانسه) و جمعیت ۲۴۶ هزار نفر در سال ۲۰۱۳ می‌باشد.
2. بخش متز با ۱۰۱ کمون (فرانسه) و جمعیت ۳۴۲ هزار نفر در سال ۲۰۱۳ می‌باشد.
3. بخش ساربورگ-شتو-سلن با ۲۳۰ کمون (فرانسه) و جمعیت ۹۳ هزار نفر در سال ۲۰۱۳ می‌باشد.
4. بخش سارگومینه با ۸۳ کمون (فرانسه) و جمعیت ۹۹ هزار نفر در سال ۲۰۱۳ می‌باشد.
5. بخش تیونویل با ۱۰۵ کمون (فرانسه) و جمعیت ۲۶۴ هزار نفر در سال ۲۰۱۳ می‌باشد.